# Puchinia obtusa
Puchinia obtusa is een eenoogkreeftjessoort uit de familie van de Scolecitrichidae. De wetenschappelijke naam van de soort is voor het eerst geldig gepubliceerd in 1989 door Vyshkvartzeva.